# Arthur MacCaig
Arthur MacCaig (Weehawken, Nova Jersey, 13 de juny de 1948 - Belfast, Irlanda del Nord 6 de novembre de 2008) va ser un documentalista estatunidenc especialitzat en el conflicte nord-irlandès, durant el qual va tenir un notori accés als membres i les activitats de l'IRA Provisional.
Va néixer i créixer en un barri obrer de North Bergen, a la vora del riu Hudson, en una família d'origen irlandès ja que la familía del seu pare provenia de Belfast i la de la seva mare de Cork. Es va llicenciar en antropologia per la Universitat de Hawaii el 1971, i el 1977 va acabar els seus estudis a l'Escola Nacional de Cinema de França. Va produir diversos reportatges per al servei de televisió de l'Organització per a la Cooperació i el Desenvolupament Econòmic a París, i va fundar la seva pròpia productora independent de documentals, Dathanna. El seu documental més conegut va ser una de les seves primeres creacions, The Patriot Game (1979), on narra la història d'Irlanda del Nord des del 1922 mitjançant entrevistes i imatges, algunes clandestines, al carrer. El 1984 es va apropar al conflicte basc a través del documental Euskadi: Hors d'État,
La figura de MacCaig va ser tractada en un documental del 2018, The image you missed, dirigit pel seu fill Donal Foreman.

## Filmografia
- A Song for Ireland (2005)
- States of Terror (2001)
- War and Peace in Ireland (1998)
- I Am Become Death: They Made the Bomb (1996)
- Voix Irlandaises (1994-95)
- State Of Terror (1994)
- Wearing The Green (1994)
- Les Années Kalachnikov (1991-92)
- Irish Voices (1996)
- Contre Sa Majesté (1991)
- Avenue de la Liberté (1990)
- Wearing the Green: Longtermers of the New York State Prison System (1996)
- Irish Ways (1989)
- Provos: témoignage d'une guerre (1987)
- Comprendre son Enfant par le Jeu (1987)
- Les Mains Sales (1986)
- The Jackets Green (1996)
- Euskadi: Hors d'État (1984)
- Ammoniac City (1982)
- The Patriot Game (1979)